# Suite per a piano núm. 2 (Enescu)
La Suite per a piano núm. 2 en re major (Des cloches sonores), op. 10, és la segona suite per a piano de George Enescu, composta entre 1901 i 1903 a París. Es va publicar el 1904 i està dedicada a Louis Diémer.

## Origen i context
La Tocata la va escriure l'agost de 1901 i la Suite es va completar l'estiu de 1903 amb altres tres moviments, per a la seva presentació en un concurs organitzat per la revista Musica. Es va inscriure a la divisió de piano del concurs, el Premi Pleyel, sota el lema Des cloches sonores. Va guanyar el primer lloc. Entre els jutges hi havia Claude Debussy, Vincent d'Indy, Georges Hüe, Pierre Lalo, Charles Malherbe, Reynaldo Hahn, Henri de Curzon, Gabriel Pierné i Alfred Cortot. És una composició que mostra un neoclassicisme a l'estil francès, el mateix músic reconeix la influència de Debussy, i el folklore romanès d'Enescu no està absent, però més aviat en forma discreta.

## Moviments
Dividida en quatre moviments, una actuació requereix uns vint minuts.
- Toccata
- Sarabanda
- Pavane
- Bourrée